# Corry Rocks
Die Corry Rocks (russisch Нунатаки Бугры Nunataki Bugry, deutsch ‚Hügelnunatakker‘) sind eine Gruppe von Felsen am nördlichen Ausläufer der Insel Gillock Island im Amery-Schelfeis vor der Ingrid-Christensen-Küste des ostantarktischen Prinzessin-Elisabeth-Lands.
Einer dieser Felsen war 1968 Standort einer Vermessungsstation im Rahmen der Australian National Antarctic Research Expeditions. Namensgeber ist Maxwell John Corry (* 1940), Leiter dieser Forschungskampagne und im selben Jahr beteiligt an Vermessungen des Amery-Schelfeises.